# Fagonia rosei
Fagonia rosei är en pockenholtsväxtart som beskrevs av Paul Carpenter Standley. Fagonia rosei ingår i släktet Fagonia och familjen pockenholtsväxter. Inga underarter finns listade i Catalogue of Life.